# Clathromangelia variegata
Clathromangelia variegata é uma espécie de gastrópode do gênero Clathromangelia, pertencente à família Raphitomidae.